# Tánaiste
Tánaiste (plural: Tánaistí) är beteckningen på den vice (ställföreträdande) regeringschefen i republiken Irland. Ämbetet infördes 1937, i samband med införandet av landets nya författning.
Den förste tánaiste blev Seán T. O'Kelly. Han tillträdda ämbetet efter de allmänna valen 1938 och höll posten under Éamon de Valeras tid som taoiseach (regeringschef) åren 1938–1943.
Tánaiste sedan 17 december 2022 är Micheál Martin.